# David Ledecký
David Ledecký (Brandýs nad Labem-Stará Boleslav, 24 luglio 1993) è un calciatore ceco, attaccante del Wullersdorf.

## Carriera
All'età di 7 anni si è unito al settore giovanile dello Sparta Praga. Nel 2011 è stato integrato nella rosa della seconda squadra. Nel 2012 viene ceduto in prestito all'Hlavice, formazione militante in Česka fotbalová liga, la terza divisione del campionato ceco. In seguito è stato girato in prestito allo Jablonec, dove ha giocato con la seconda squadra e nelle giovanili. Nel 2014 si è accasato allo Znojmo, dove in due anni ha collezionato 58 presenze e 18 reti nella seconda divisione ceca.
Nel settembre 2016 ha firmato un contratto triennale con i polacchi dello Górnik Zabrze, in I liga, sotto la guida dell'allenatore Marcin Brosz. Alla sua prima partita di campionato contro l'Olimpia Grudziądz, realizza il gol della vittoria per 2-1. Al termine della stagione 2016-2017, racimola 5 gol e 25 presenze in campionato, con il Górnik che ottiene la promozione in Ekstraklasa. Il 15 luglio 2017 ha esordito nella massima serie polacca nella vittoria per 3-1 contro il Legia Varsavia, subentrando al 62' al posto di Damian Kądzior. Durante il periodo autunnale della stagione 2017-2018, gioca spesso con la seconda squadra insieme a Igor Angulo e Łukasz Wolsztyński in quarta divisione. Nel febbraio 2018 è stato ceduto in prestito per tre mesi all'Odra Opole, nella seconda divisione polacca, dove ha giocato 11 partite, senza mai andare a segno. Nel luglio 2018 è stato in prova all'Hradec Králové. Nello stesso mese ha firmato un contratto con la Dynamo České Budějovice, club della seconda divisione ceca.

## Statistiche

### Presenze e reti nei club
Statistiche aggiornate al 4 novembre 2021.
| Stagione                  | Squadra                   | Campionato                | Campionato | Campionato | Coppe nazionali | Coppe nazionali | Coppe nazionali | Coppe continentali | Coppe continentali | Coppe continentali | Altre coppe | Altre coppe | Altre coppe | Totale | Totale |
| Stagione                  | Squadra                   | Comp                      | Pres       | Reti       | Comp            | Pres            | Reti            | Comp               | Pres               | Reti               | Comp        | Pres        | Reti        | Pres   | Reti   |
| ------------------------- | ------------------------- | ------------------------- | ---------- | ---------- | --------------- | --------------- | --------------- | ------------------ | ------------------ | ------------------ | ----------- | ----------- | ----------- | ------ | ------ |
| 2014-2015                 | Znojmo                    | 2L                        | 28         | 7          | CRC             | 3               | 0               |                    | -                  | -                  |             | -           | -           | 31     | 7      |
| 2015-2016                 | Znojmo                    | 2L                        | 26         | 9          | CRC             | 1               | 0               |                    | -                  | -                  |             | -           | -           | 27     | 9      |
| lug.-ago. 2016            | Znojmo                    | 2L                        | 4          | 2          | CRC             | 2               | 1               |                    | -                  | -                  |             | -           | -           | 6      | 3      |
| Totale Znojmo             | Totale Znojmo             | Totale Znojmo             | 58         | 18         |                 | 6               | 1               |                    | -                  | -                  |             | -           | -           | 64     | 19     |
| ago. 2016-2017            | Górnik Zabrze             | 1L                        | 25         | 5          | CP              | 0               | 0               |                    | -                  | -                  |             | -           | -           | 25     | 5      |
| 2017-feb. 2018            | Górnik Zabrze             | EK                        | 11         | 0          | CP              | 4               | 0               |                    | -                  | -                  |             | -           | -           | 15     | 0      |
| Totale Górnik Zabrze      | Totale Górnik Zabrze      | Totale Górnik Zabrze      | 36         | 5          |                 | 4               | 0               |                    | -                  | -                  |             | -           | -           | 40     | 5      |
| feb.-mag. 2018            | Odra Opole                | 1L                        | 10         | 0          |                 | -               | -               |                    | -                  | -                  |             | -           | -           | 10     | 0      |
| 2018-2019                 | Dyn. Č. Budějovice        | 2L                        | 27         | 18         | CRC             | 2               | 1               |                    | -                  | -                  |             | -           | -           | 39     | 19     |
| 2019-2020                 | Dyn. Č. Budějovice        | 1L                        | 25         | 5          | CRC             | 2               | 0               |                    | -                  | -                  |             | -           | -           | 27     | 5      |
| 2020-2021                 | Dyn. Č. Budějovice        | 1L                        | 9          | 0          | CRC             | 0               | 0               |                    | -                  | -                  |             | -           | -           | 9      | 0      |
| Totale Dyn. Č. Budějovice | Totale Dyn. Č. Budějovice | Totale Dyn. Č. Budějovice | 61         | 23         |                 | 4               | 1               |                    | -                  | -                  |             | -           | -           | 65     | 24     |
| 2021-2022                 | Teplice                   | 1L                        | 8          | 0          | CRC             | 2               | 0               |                    | -                  | -                  |             | -           | -           | 10     | 0      |
| Totale carriera           | Totale carriera           | Totale carriera           | 173        | 46         |                 | 16              | 2               |                    | -                  | -                  |             | -           | -           | 189    | 48     |

## Palmarès

### Club

#### Competizioni nazionali
- Campionato ceco di seconda divisione: 1

Dyn. Č. Budějovice: 2018-2019

### Individuale
- Capocannoniere della Fotbalová národní liga: 1

2018-2019 (18 reti)